# Gauchito Gil

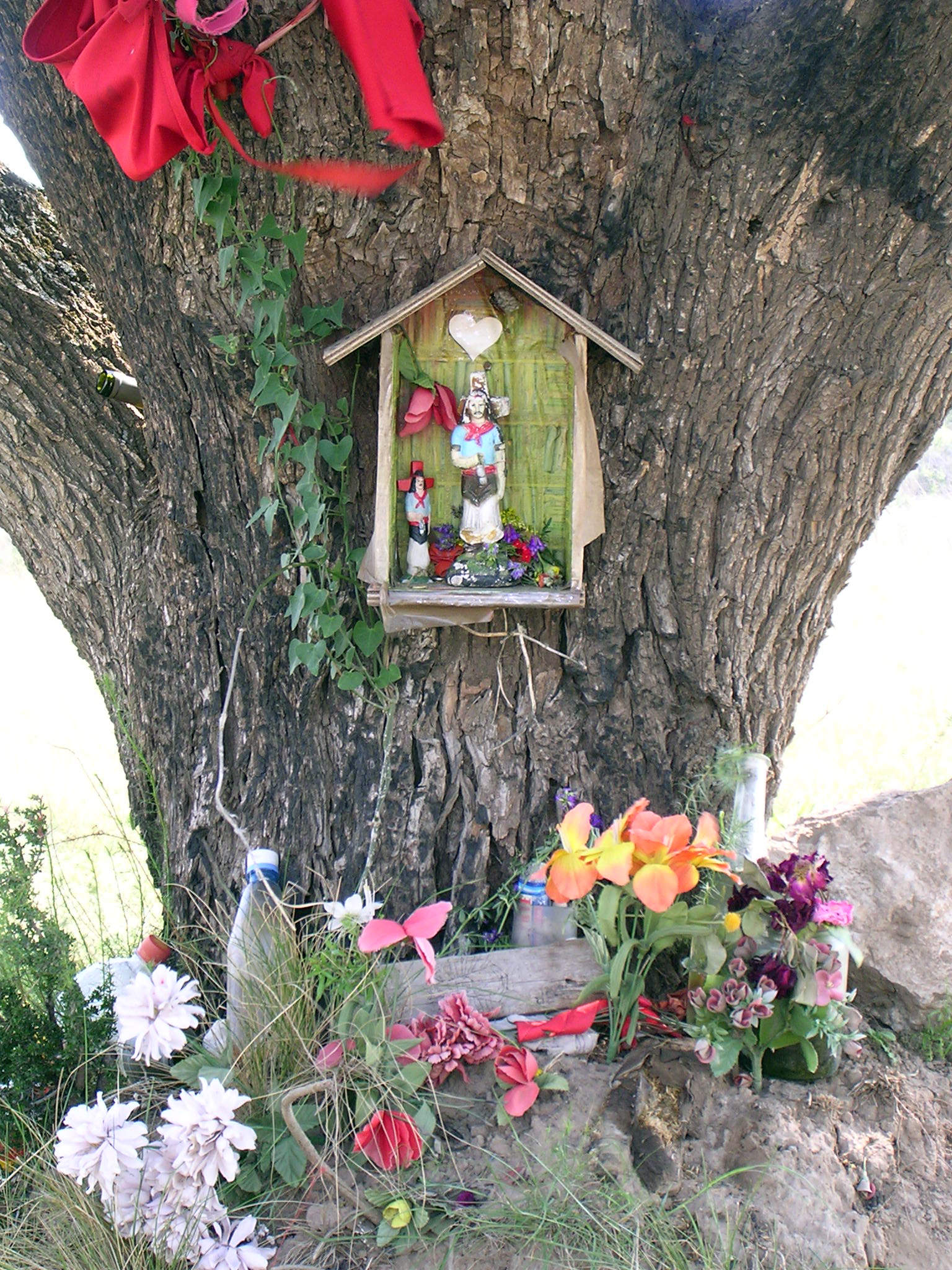

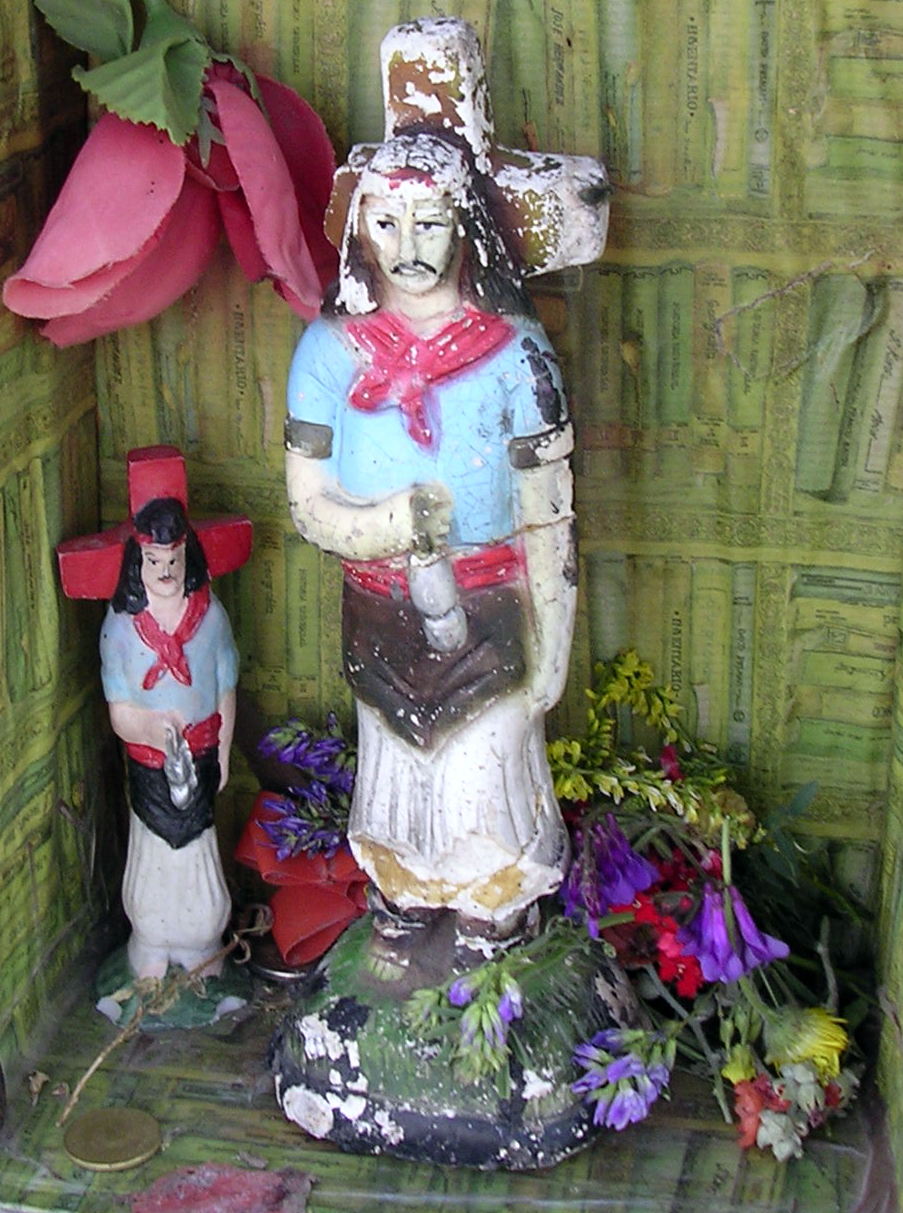

Gauchito Gil és una figura llegendària, objecte de devoció popular a l'Argentina. El seu origen històric és molt incerta. Antonio Mamerto Gil Núñez, Gautxo, hauria viscut al segle XIX a la província de Corrientes (Argentina).
Hauria nascut a Pay Ubre, a prop de Mercedes (Corrientes), i hauria estat assassinat un 8 de gener a aproximadament 8 km d'aquesta ciutat.

## Llegendes
Com a tot relat descendent de la tradició oral, no hi cap certesa envoltant la història d'aquest personatge. És un mite viu, en constant mutació, l'origen del qual es podria veure en un procés històric d'expropiació de la terra i de marginació d'una certa població
Les històries populars varien doncs, però, en termes generals, la llegenda conta que Antonio Gil era un gaucho treballador rural i del qual una vídua afortunada va tenir una relació amorosa amb ell. Això va valer a Gil d'atreure's l'odi dels germans de la vídua i del cap de la policia local, que havia cortejat aquesta mateixa dona. Veient el perill, Gil va deixar el camp lliure i va anar a combatre a la Guerra de la Triple Aliança (1864-1870) contra Paraguai. Després de la seva tornada, va ser reclutat pel Partit liberal de Corrientes per combatre en la guerra civil contra el partit d'oposició autonomista, però Gil va desertar.
Segons la llegenda, finalment capturat, va ser penjat pel peu a un garrofer, i mort d'una ganivetada a la gola. Gil va dir al seu botxí que hauria de resar al nom de Gil per a la vida del seu fill, que estava molt malalt; el botxí ho va fer així i el seu fill va curar miraculosament. Va donar al cos de Gil un enterrament apropiat i les persones que van saber del miracle van construir un santuari que no ha deixat de créixer fins avui.

### Altra versió
Una altra versió relata que Gil era un lladre de ramats de gran generositat amb els pobres. Reclutat per combatre a la Guerra de la Triple Aliança, va desertar i va ser perseguit. Quan el van capturar, un policia era sobre el punt d'abatre'l al peu d'un arbre quan el Gauchito Gil li va dir : « No em matis encara, perquè ha d'arribar una carta que prova la meva innocència ».
El policia va respondre : « Això m'és igual, no t'escaparàs » i el Gauchito li diu: "Quan arribarà la carta, rebràs la notícia que el teu fill és moribund a causa d'una malaltia; quan seràs a prop del teu fill, resa per a mi i el teu fill es salvarà, perquè avui has vessat la sang d'un innocent". En aquella època, es creia que invocar la sang d'un innocent feia miracles.
Arribant a casa seva a Mercedes, el policia va trobar el seu fill malalt, va resar per a ell en nom del Gauchito Gil i el seu fill va curar. El policia va tornar on es trobava el cos de Gil i li va donar sepultura.

## Santuari
Actualment, el santuari construït a la localització de la seva tomba (situada a aproximadament 8  km de Mercedes) rep la visita de centenars de milers de pelegrins cada any i especialment el 8 de gener, aniversari de la mort de Gil.
El culte del Gauchito Gil s'ha difós no només a la província de Corrientes, sinó també per la província del Chaco, al nord de Santa Fe, a Mendoza, al Gran Buenos Aires i fins i tot a la capital federal.

## Tradicions
Al llarg de les carreteres de l'Argentina, es pot percebre molts petits « santuaris » del Gauchito Gil, amb banderes, cintes i veles vermelles. Els viatgers si hi aturen per resar i donar gràcies per als suposats miracles; deixen alguna cosa de color vermell allà mateix, com també cigarrets i ampolles de vi.